# Calliandra crassipes
Calliandra  crassipes es una especie americana perteneciente a la subfamilia de las Mimosóideas dentro de las leguminosas (Fabaceae).

## Distribución
Es originaria de Brasil donde se encuentra en la Caatinga, distribuida por  Bahía (Brasil).

## Taxonomía
Calliandra  crassipes fue descrita por  George Bentham  y publicado en Transactions of the Linnean Society of London 30(3): 555. 1875.
Etimología
Calliandra: nombre genérico derivado del griego kalli = "hermoso" y andros = "masculino", refiriéndose a sus estambres bellamente coloreados.
crassipes: epíteto latino con las palabras crassus = "sólido, espeso, denso" y pes = "pie, garra".
Sinonimia
- Feuilleea crassipes (Benth.) Kuntze	[3]